# Kim Prisu
 (mai 2016).
Si vous disposez d'ouvrages ou d'articles de référence ou si vous connaissez des sites web de qualité traitant du thème abordé ici, merci de compléter l'article en donnant les références utiles à sa vérifiabilité et en les liant à la section « Notes et références ».
Kim Prisu, de son vrai nom Joaquim António Gonçalves Borregana, est un peintre portugais né le 15 novembre 1962 à Aldeia da Dona (Portugal).
Faisant le lien entre la figuration libre, le street art français des années 1980, les images numériques et l’art singulier, il est l'un des pionniers du mouvement de la nouvelle figuration aux côtés d'autres comme Bazooka, Olivia Clavel, Kriki, les Frères Ripoulin, les Musulmans fumants, Francky Boy, Speedy Graphito, Rafael Gray, VLP (Vive La Peinture), Captain Cavern, Placid, Muzo, Frédéric Voisin, Paëlla Chimicos, Banlieue-Banlieue, Daniel Baugeste, Jérôme Mesnager, Jef Aérosol, Blek le rat, Epsylon Point, Paul Etherno, Marie Rouffet, Miss Tic et Gérard Zlotykamien.

## Biographie
Joaquim Borregana arrive en France en 1963 et y effectue toute sa scolarité. À l’âge de 12 ans, il commence par la bande dessinée.
En 1977, il commence à traîner à Paris. Le rock et d'autres musiques urbaines l'intéressent. N'ayant pas de disposition pour la musique, il fait la promo de groupes d'amis avec des affiches faites à la main puis photocopiées, et avec des pochoirs avec le nom du groupe.  
En 1979, il fait sa première exposition collective, invité par son professeur de dessin ; il forme également le groupe d'intervention artistique Les Explorateurs du gris avec Joaquim Pereira, avec qui il crée en 1980 le concept Nuklé-Art (les enfants de l'ère nucléaire, de l'art global dans diverses activités artistiques : musique, bande dessinée, vidéo, peinture, performance, etc.). Le concept devient en 1984 avec l'arrivée de Kriki (Christian Vallée) et Paul Etherno le groupe Nuklé-Art, qui finira intégré dans les Médias-Peintres, aux préoccupations proches de la figuration libre, avec des interventions de rue au pochoir, affichages d'originaux peints, et performances. Le groupe Nuklé-Art prendra fin mi-1987. Ils exposeront à la galerie Patras, à la Galerie Photo graffitis et participeront à la première Vente Binoche. Les jeunes débarquent en 1986 entre autres et figurent dans le livre Pochoir à la Une, et dans le film Murmures Impatients, Paris impromptu de Jacques Renard.
En 1990, il peint sur le mur de Berlin, 9 mètres sur les 1 300 mètres que comprennent ce qui restera du mur, la East Side Gallery. En 2009, pour les 20 ans de la chute du mur, il va rénover son œuvre en la métamorphosant et non en faire la copie exacte de ce qu'il avait fait en 1990.
Kim Prisu expose dans les années 1990 à la galerie Anne Rouff, au 18 avenue Matignon galerie Christophe, à la galerie sanguine…
L'œuvre de Kim Prisu est un regard tourné vers la tribu globale de ce monde et comme le monde en perpétuel changement, un grand zapping dans des couleurs « Videomatik », avec humour et fantaisie, de tout le flot contemporain d'images : graffiti, pochoir, images informatiques, photos, tradition des arts plastiques, le tout dans une émotion et sensation bien singulière.
Ces expositions sont de grands patchworks d´images figuratives dans divers modes de pensées et techniques.
En 1996, Kim Prisu retourne vivre au Portugal où il continue son projet et son activité artistique comme mode de vie, à travers le théâtre, les affiches, la poésie « Inpensamental » avec les Inteiros, la performance, la peinture, la sculpture, les azulejos et la vidéo.

### Chronologie
- 1979 - Création du groupe l'Explorateur du Gris et première exposition collective de dessins, Bourse du Travail de Saint-Denis
- 1980 - Création du conteste Nuklé-Art
- 1980-1985 - Plusieurs expositions dans plusieurs petits lieux à Paris
- 1984-1987 - Création du groupe Nuklé-Art ; nombreuses performances à la peinture et aux pochoirs avec d'autres pionniers du Street-Art des années 1980
- 1985
  - Expo “Black and Rock” au Rex Club de Paris.
  - "Galerie Bateau Gabes". Issy les Moulineaux.
- 1986
  - 14 juin 1996 "Les jeunes débarquent" 1re vente aux enchères, Maitre Binoche et Godeau "Drouot". Paris.
  - Sortie du livre Pochoir à la Une
  - Exposition collective à la "Galerie du Jour", Paris
  - “Galerie Photo Graffiti”, collective et individuelle. Paris
  - Centenaire Mercedes, collective, à l'agence de publicité “Pulsion” panneaux fixés dans les rues de Paris “Affichage Avenir”, Paris
  - “les médias peintres” “Galerie J.M Patras”, Paris.
  - “L’Avant Musée Beaubourg”, exposition collective, Paris
- 1987
  - Exposition à l' “Atelier du Spectacle”. Paris.
  - “Préfiguration du Graffiti, deux Expositions collectives et performances : “Librairie, L’autre Rive". Paris
  - Exposition “Histoire de Rocker, Maison de la Villette”. Paris.
- 1998/1999 - “Shablemen ans Frankreich“ Expositions organisées par Christophe Maisenbacher et les éditions Fischer Boot dans vingt villes d'Allemagne
- 1990
  - “Galerie Anne Rouff” avec A. L. Tony comme invité. Paris.
  - “East Side, Galerie” fresque sur le mur de Berlin.
  - Œuvre Publique, sculpture “O Lavrador” projet avec A. L. Tony. Aldeia da Dona, Portugal
- 1991
  - “Galerie Anne Rouff”. Paris.
  - Exposition "Galerie Christophe, 18 Av Matignon", Paris
- 1992 Exposition collective "Espace Belleville", "Figuration fin de millénaire”,
- 1993 “Espace Cléau” Exposition collective. Paris.
- 1994
  - Exposition collective “Espace Império” e “Galerie Magelan”, “Peintres portugais de Paris”. Paris.
  - Musée de Vilar Maior, Exposition collective. Vilar Maior, Portugal
  - Exposition “Puzzle da vida” Galerie Clube arte 50. Lisbonne, Portugal
- 1995- Exposition “ O pintor elétrico”, espace du journal “Terras da Beira”. Guarda, Portugal
  - Musée de Famalicão da serra. Exposition collective.Portugal
  - Œuvre Publique, sculpture en fer “O Pastor a cabra e o cão” Aldeia da Dona, Portugal
- 1996
  - “Tout azimuth ”Exposition organisées par Arnaud Brumet. Du 27 mai au 10 juillet à "Roland-Garros", Paris. 20 juin-20 juillet “Galerie Sanguine”. Paris.
  - Exposition “Galerie le Garage”, 83510 Lorgues, France.
- 1997 - Exposition “L’origine de la Racine Tout Azimut“ Espace Império. Paris.
- 1998\1999 - Tableau en stock - "Galerie le Singulier". Paris.
- 2000
  - Exposition collective “Boucherie D'Art” galerie “le Garage”, et itinérante dans plusieurs villes du sud de la France.
  - Œuvre publique, sculpture en fer “Lavrador de Salselas” musée de Salselas. Portugal
  - Œuvre publique, sculpture en fer “O Cavador” projet avec A.L Tony Aldeia da Dona, Portugal
- 2001 Exposition collective. “As cores da Guarda” Paço da Cultura. Guarda. Portugal
- 2002
  - Exposition collective. Ciné-théâtre São João. Palmela. Portugal
  - Exposition collective. “Expai 'Art. Lambere”. Centro cultural. Jáveia/Espagne.
  - Exposition “ZAPPING” Galerie “Paço da cultura”. Guarda. Portugal
  - Exposition collective “Auditorium Municipal”. Pinhal Novo. Portugal
- 2003
  - Exposition “CALEIDOSCÓPIO”. “Ciné-théâtre”. S. João.Palmela. Portugal
  - Biennal de l' “Avante”. Seixal. Portugal
  - Biennal de Coruche. 1er Salon “Les nouvelles Figurations ”. Coruche. Portugal
  - “Deixem-me dançar em variarias vibrações” Espace PIA. Pinhal Novo. Portugal
- 2004
  - Exposition collective espace PIA. Pinhal Novo, Portugal
  - Exposition à l´espace “Com Estoria”. Setúbal, Portugal
  - Toile “Naissance de trait bleu” en conférence sur l'influence de la lumière du pixel. Exposition collective “Son et lumière”, Centre national d'art et de culture Georges-Pompidou, Paris.
  - Exposition Galerie Ícone. Setúbal. Portugal
- 2005
  - “ Exporádico” 2005. Exposition collective à l'Usine Guston, Alhos Vedros. Portugal
  - Exposition, “Gritos soltos na minha memória”, au musée “Republica e Resistência”. Lisbonne
  - Exposition à l´espace Setcom. Quinta do Anjo. Portugal
  - Biennal de l´"Avante" 2005. Seixal Portugal
  - Biennal de Coruche 2e édition “Les nouvelles Figurations ”. Portugal
  - Œuvre Publique, sculpture en ciment peint, “Alegria”, projet avec A.L Tony, Aldeia da Dona Portugal
- 2006
  - Exposition, Galerie Santa Teresa. Setúbal. Portugal
  - Exposition collective. “VERNISSAGE D´ART”, “Pousada” de Palmela. Portugal
  - Exposition "PARADIGME" Galerie GARAGE". Lorgues.
  - Exposition, Galerie Bleu Bœuf. Puget-ville.
- 2007
  - Expo: RESQUÍCIOS DE MITOS NUM ENSEJO DE AMPLIAR. Galerie do Paço da Cultura. Guarda Portugal
  - Biennal de l´Avante 2007. Seixal. Portugal
  - Expo: “Romance de mundos”. Espace “O sol moí o pai”. Pinhal Novo. Portugal
  - Exposition collective “Aquilo à Mostra!”. Galerie do Paço da Cultura. Guarda. Portugal
  - Exposition la vieille gare de la CP de Pinhal Novo, lors du festival de cinéma alternatif, “O Cão Amarelo”. Portugal
- 2008
  - Œuvre publique, sculpture en fer de 4,2 mètres de haut, monument aux cultures traditionnelles pour la de Pinhal Novo. Portugal
  - Panneaux d'Azulejos de 4mx2, 50 m pour l'école José Maria Dos Santos. Pinhal Novo. Portugal
  - Exposition au Musée du Sabugal. Portugal
- 2009
  - Nouvelle fresque sur le Mur de Berlin à la East Side Gallery, pour l´anniversaire des 20 ans de sa chute.
  - Exposition “Os elétricos”. Galeria Fabula Urbis. Lisbonne Portugal
- 2010
  - Exposition, Bibliothèque “Camões”. Lisbonne
  - Exposition collective, projet KOLOROFON, Gdynia. Pologne.
- 2011 Exposition Fragment de temps. Galerie de la Bibliothèque de Palmela. Portugal
- 2012
  - Atelier de peinture mural e Exposition. Caixa de Pandora Pinhal Novo. Portugal
  - Galerie Fabula Urbis, Exposition “Fado singulier”. Lisbonne
  - Exposition "Momentos volúveis" à l'auditorium Pinhal Novo. (Association “Odisseia") Portugal
  - Exposition “Fado singulier” au Théâtre Municipal de Guarda. Portugal
- 2013
  - Projet: King’s Queer Art Collection covers. ISBA Besancon                                                          
  - Galerie Fabula Urbis, Exposition “A Risco heidesassossegar em Pessoa”. Lisbonne
  - Décors, création et conception, pour la pièce Putos théâtre “Artimanha” Pinhal Novo, Portugal
  - La King's Queer Art Collection exposition à la galerie Dufay/Bonnet, Paris.
- 2014
  - King's Queer art Collection à la galerie de l´association ART, Trévoux France                                             
  - King's Queer art Collection à Tahiti, France.
  - Exposition : « I have a dream ». Galerie Fabula Urbis, Lisbonne
  - Exposition : Galerie de l’espace d’ASL Tome, Pinhal Novo Portugal
  - Exposition: "Le corps dérangé/dérangeant de la femme" Walls and Rights #2. Pantin, Paris
- 2015
  - Exposition: Miramar Library, “Betsy Frank Gallery”, Miramar Floride
  - Exposition “The Art of Kim Prisu" place Pembroke Pines Library/ Walter C. Young / Resource Center Pembroke Pines, Floride
  - Exposition: "A inspiração gira" Galerie Fabula Urbis, Lisbonne
  - Exposition : Galerie de l'espace de l'ASL Tomé, Pinhal Novo Portugal
  - 1re vente aux enchères aux USA :  SKINNER AUCTIONEERS : lot : 466 et 467 63 Park Plaza Boston, MA 02116, États-Unis
  - Exposition : Betsy Frank Galery, Present : Kim Prisu dans l'espace City of Hollywood,2600 Hollywood Boulevard Hollywood, Floride
- 2016 
  - Exposition: Art Gallery at Westfield Broward Shopping Mall. Organisé: Betsy Frank Gallery...Address: 8000 W Broward Blvd, Plantation, FL 33388, United States.